# Justiniškės
Justiniškės seniūnija (litauisk: Justiniškių seniūnija) er en seniūnija (dansk: bydel) i Vilnius, beliggende på højre side af Neris.
Justiniškės seniūnija består af kvarteret (litauisk: Miesto dalis (mikrorajonas)) Justiniškės.

## Galleri
- Justiniškės seniūnija ligger i udkanten af Vilnius

## Ekstern henvisning
- Wikimedia Commons har flere filer relateret til Justiniškės

- WikiMapia har kort over Justiniškės

54°43′N 25°13′Ø / 54.72°N 25.22°Ø